# NGC 7068
NGC 7068 (другие обозначения — PGC 66765, MCG 2-54-27, ZWG 426.55, KAZ 520, IRAS21241+1158) — галактика в созвездии Пегас.
Этот объект входит в число перечисленных в оригинальной редакции «Нового общего каталога».
В галактике вспыхнула сверхновая SN 2013ei типа Ia, её пиковая видимая звездная величина составила 16,0.